# María López de Eguilaz
María López de Eguilaz Zubiria   (nacida el 12 de julio de 1984 en Guecho, Vizcaya) es una jugadora de hockey sobre hierba española. Disputó los Juegos Olímpicos de Pekín 2008 y de Río de Janeiro 2016 con España, obteniendo un séptimo y octavo puesto, respectivamente. 

## Participaciones en Juegos Olímpicos
- Pekín 2008, puesto 7.
- Río de Janeiro 2016, puesto 8.